# Slag bij Othée
De Slag bij Othée is een veldslag die plaatsvond op 23 september 1408 in de omgeving van de Waalse plaats Othée (Nederlands: Elch). Luikse rebellen streden tegen de prins-bisschop van Luik en zijn Bourgondische bondgenoten. Door gebrek aan ervaring leden de rebellen van de “Vurige Stede” grote verliezen.

## De aanleiding
In het jaar 1389 kreeg de vijftienjarige Jan van Beieren de zeggenschap over het prinsbisdom Luik. Door zijn wreedaardige houding tegenover zijn onderdanen en een nakende opstand, werd hij verplicht te vluchten naar Maastricht, dat ook deel uitmaakte van het prinsbisdom. Landvoogd Hendrik van Horne werd aangesteld om de heerschappij over te nemen, waarop Jan van Beieren zijn familie vroeg om hem te hulp te komen. Zijn broer Willem IV, graaf van Henegouwen, zijn zwager Jan zonder Vrees, hertog van Bourgondië en zijn neef Willem II, graaf van Namen verenigden zich en trokken richting Luik.

## De veldslag
De rebellerende Luikenaars vormden, met de hulp van inwoners van Tongeren, een leger van 50.000 ongetrainde strijders, onder leiding van Hendrik van Horne. Hun manschappen bestonden uit burgerij en ambachtslieden die opkwamen voor hun rechten en vrijheden. De prins-bisschoppelijke alliantie bestond uit 35.000 geoefende militairen die aangevoerd werden door Jan Zonder Vrees, hertog van Bourgondië. De confrontatie vond plaats in de open velden tussen Othée, Rutten en Herstappe op 24 september 1408 in de namiddag. Ondanks hun strijdlust verloren de Luikse rebellen de veldslag door gebrek aan ervaring en lieten 15 à 25.000 rebellen het leven. Het hoofd van hun aanvoerder werd als teken van overwinning overgemaakt aan Jan van Beieren.
De edelen die gesneuveld waren onder de vlag van de prins-bisschop, werden begraven in de abdij van Sint-Jacob-de-Mindere in Luik.

## De gevolgen
De charters en vrijheden van de Luikenaars werden hen ontnomen en de stad moest een schuld vereffenen van 220.000 kronen. Jan van Beieren zette zijn heerschappij van het prinsbisdom voort. Over zijn zwager, hertog Jan I van Bourgondië, werd gezegd dat hij om zijn heldhaftig optreden in de slag de bijnaam Jan zonder Vrees kreeg.